# مارول آبی
مارول آبی ( آدام برنارد براشیر ) یک ابرقهرمان تخیلی است که در کتاب های کمیک آمریکایی منتشر شده توسط مارول کامیکس ظاهر می شود . مارول آبی در کمیک آدم: افسانه های مارول آبی # ۱ (نوامبر ۲۰۰۸) آغاز به کار کرد و توسط بازیگر/نویسنده کوین گرویوکس ساخته شد که در ابتدا این شخصیت را در کودکی تصور کرد. 

## منبع
1. ↑  "'Underworld' Screenwriter Kevin Grevioux Tackles Racism in 'Adam: Legend of the Blue Marvel'". mtv.com. Archived from the original on 12 September 2008. Retrieved 2011-09-15.